# من أجل حنفي (فلم)
من أجل حنفي هو فيلم مصري عرض عام 1964، بطولة نعيمة عاكف وأحمد رمزي وزهرة العلا وحسين رياض ونجوى فؤاد وتوفيق الدقن، ومن إخراج حسن الصيفي. اسم الفيلم هو محاكاة ساخرة لاسم فيلم أنتج عام 1959 هو من أجل حبي.

## قصة الفيلم
يخرج محمود من السجن ويعلم من صديقته الراقصة عزيزة أن زوجته السابقة فطومة التي طلبت الطلاق أثناء وجوده في السجن تزوجت من تاجر أرز غني. يقرر محمود استغلال فطومة فيطلب من بدوي أحد مساعديه خطف ابنه حنفي، لكنها استطاعت تدبير 200 جنيه فقط ويموت ابن حنفي بسبب ضعفه لكنه لم يخبر فطومة، ويستمر في تهديدها.

## طاقم التمثيل
- نعيمة عاكف: (فطومة)
- أحمد رمزي: (أحمد)
- زهرة العلا: (عايدة)
- حسين رياض: (راتب بك)
- نجوى فؤاد: (عزيزة زمبلك)
- توفيق الدقن: (محمود "أبو حنفي")
- عزيزة حلمي: (والدة فطومة)
- محمود فرج: (بدوي)
- عبد الغني النجدي: (سيد - البارمان)
- ليلى يسري: (فتاة الكبارية)
- مختار السيد: (الضابط)
- عبد الخالق صالح: (مدير السجن)
- نوال فهمي: (السكرتيرة)
- عبد المحسن سليم: (حسني - بائع الجرائد)
- عبد العظيم كامل: (الطبيب)

## فريق العمل
- إخراج: حسن الصيفي
- تأليف: صبري عزت
- مدير التصوير: كليليو
- مونتاج: عبد العزيز فخري
- موسيقى تصويرية: علي إسماعيل
- إنتاج: الشركة العامة للإنتاج السينمائي العربي
- توزيع: الشركة العامة لتوزيع وعرض الأفلام السينمائية

## وصلات خارجية
- مقالات تستعمل روابط فنية بلا صلة مع ويكي بيانات